# Chalepus bicolor
Chalepus bicolor är en skalbaggsart som först beskrevs av Olivier 1792.  Chalepus bicolor ingår i släktet Chalepus och familjen bladbaggar. Inga underarter finns listade i Catalogue of Life.